# Amigos da Terra
Amigos da Terra Internacional (em inglês:  Friends of the Earth International; FoEI) é uma rede internacional de organizações ambientais em 73 países.
Atualmente, a FoEI tem um secretariado — com sede em Amesterdã, Países Baixos — que fornece suporte à rede e às principais campanhas acordadas. O Comitê Executivo de representantes eleitos de grupos nacionais define a política e supervisiona o trabalho do secretariado. Em 2021, o ativista do Sri Lanka, Hemantha Withanage, foi eleito para presidir a organização.

## História
Fundada, em 1969, em São Francisco, por David Brower, Donald Aitken e Gary Soucie após a separação de Brower do Sierra Club por causa da abordagem positiva deste último à energia nuclear. A doação fundadora de 500.000 dólares (valor atualizado para 2019) foi fornecida por Robert Orville Anderson, proprietário da empresa petrolífera Atlantic Richfield (ARCO).
Em 1971, tornou-se uma rede internacional de organizações  com uma reunião de representantes de quatro países: França, Suécia, Reino Unido e Estados Unidos.